# Eumichtis glaisi
Eumichtis glaisi là một loài bướm đêm trong họ Noctuidae.